# Юрченкове (Чкаловська селищна громада)
Юрче́нкове — село в Україні, у Чкаловській селищній громаді Чугуївського району Харківської області (селищний голова – Соловйов Віктор Дмитрович, староста села Юрченкове – Петля Микола Васильович). Населення становить 320 осіб.

## Географія
Село Юрченкове знаходиться на березі пересихаючої річки Середній Бурлук та її притоки Сухоми, вище за течією на відстані 4 км розташоване село Великі Хутори, нижче за течією на відстані 5 км розташоване село Приморське. Вище за течією річки Сухома на відстані 5 км розташоване село Журавка.
Найближчим значним економічним центром є місто Харків, до якого 75 км. Відстань до сел. Чкаловське – 32 км, до районного центру (м. Чугуїв) – 43км.                                                                                  
Площа населеного пункту – 350 га. Протяжність села - 7 км.

## Історія
1645 — дата заснування.
За іншими джерелами село Юрченкове засноване в 1648 році.
Юрченкове було засноване селянами — втікачами на «слободи» в першій половині 17 століття. Перші письмові згадки (історичні документи) сягають 1648 року.  За давніми переказами, поселення заснував козак на ймення Юрко. Нащадки його прозивали себе Юрченками.

### ХІХ— початок ХХ століття
Наприкінці ХІХ ст. у селі була дерев'яна церква з дерев'яною дзвіницею. На початку ХХ століття громада вирішала будувати нову цегляну. Меценатом в будівництві церкви був дворянин Василь Григорович Колокольцов.
У 1910 році за часів столипінської реформи окремі заможні селяни одержали  наділи родючих  земель поблизу села.  Жителі Юрченкового були  не кріпаками, а  державними селянами.
У 1906—1907 роках у селі був побудований цегельний завод. В 30-х роках ХХ століття за часи Голодомору 1932—1933 років та колективізації с. Юрченкове зазнало значних людських втрат.
Герой Радянського Союзу, уродженець с. Юрченкове, Белокінь К. Ф. так описував ці роки: «Не піддається здоровому глузду, що на найродючіших у світі українських землях мільйони людей, в основному селяни, руками яких і вирощувався хліб та інші продукти харчування, померли голодною смертю. Світова історія такого не знає».

### Період Другої світової війни
З осені 1941 року до червня 1942 року через Юрченкове  проходила перша лінія оборони Червоної армії вдовж річки Сіверський Донець.
В період Другої світової війни село Юрченкове було окуповане фашистами з 10 червня 1942 року до 4 лютого 1943 року. 3 лютого 1943 року село звільняла від фашистів 25-та гвардійська дивізія під командуванням Героя Радянського Союзу Кіндрата Васильовича Білютіна.
За іншими джерелами 4 лютого 1943 року звільнила село 184-а стрілецька дивізія під командуванням П. Я. Галузи (дивізія входила до складу Воронезького фронту, командуючий  -  генерал-полковник П. І. Голиков).
З кінця лютого — початку березня 1943 року в Юрченковому для дислокації військ стояв  78-ий стрілецький полк 25-ї гвардійської дивізії, яким командував гвардії-полковник К.  В.  Білютін.
В березні 1943 року в селі був розташований штаб 3-й танкової армії під командуванням генерала-лейтенанта П. Рибалка 5-го танкового корпусу під командуванням генерала-майора А. Кравченка.
За час німецької окупації фашисти зруйнували село.
Після війни велику допомогу колгоспникам у будівництві і реконструкції старих будівель надали шефи — завод «Станкострой» (м. Харків).
В період Другої світової війни за героїчні подвиги двом жителям села Юрченкове присвоєно високе звання Героя Радянського Союзу: Кузьмі Филимоновичу Білоконю та Василю Харитоновичу Корнейко. На їх честь встановлено меморіальну дошку на будівлі школи.

### Незалежна Україна
12 червня 2020 року, відповідно до Розпорядження Кабінету Міністрів України № 725-р «Про визначення адміністративних центрів та затвердження територій територіальних громад Харківської області», увійшло до складу Чкаловської селищної громади.
19 липня 2020 року, в результаті адміністративно-територіальної реформи та ліквідації Чугуївського району, село увійшло до складу новоствореного Чугуївського району Харківської області.

## Населення

### Мова
Розподіл населення за рідною мовою за даними перепису 2001 року:
| Мова            | Кількість | Відсоток |
| --------------- | --------- | -------- |
| українська      | 417       | 85.98%   |
| російська       | 47        | 9.68%    |
| німецька        | 5         | 1.03%    |
| вірменська      | 1         | 0.21%    |
| білоруська      | 1         | 0.21%    |
| інші/не вказали | 14        | 2.89%    |
| Усього          | 485       | 100%     |

## Економіка
- «Агроресурс», ДчП ВАТ «Слобожанський».

## Об'єкти соціальної сфери
- Школа I—II ст.
- Будинок культури.
- Фельдшерсько-акушерський пункт.

## Відомі люди
- Білокінь Кузьма Филимонович (24.10.1915 — 13.04.2005) — уродженець села, учасник Другої світової війни, льотчик штурмової авіації, за весь час війни мав 170 бойових вилетів, учасник Параду Перемоги в Москві 24 червня 1945 року, з 1957 року — полковник у відставці. За особисту мужність та героїзм в ході війни нагороджений званням Герой Радянського Союзу з врученням ордена Леніна та медалі Золота Зірка (26.10.1944), також серед його нагород були 3 ордени Червоного Прапора, орден Олександра Невського, орден Вітчизняної Війни І та ІІ ст., 2 ордени Червоної Зірки, орден Богдана Хмельницького І, ІІ та ІІІ ст. Жив у Харкові.
- Корнійко Василь Харитонович (1924 — 27.03.1944) — уродженець села, учасник Другої світової війни, молодший лейтенант, геройськи загинув під час визволення України від німецько-фашистських військ поблизу села Натягайлівка, похований у місті Вознесенську в братській могилі. За мужність та героїзм удостоєний звання Герой Радянського Союзу з врученням ордена Леніна та ордена Червоної Зірки посмертно (13.09.1944).
- Назаренко Ганна Пантеліївна (нар. 1944) — заточувальниця Харківського заводу тракторних двигунів. Депутат Верховної Ради УРСР 9—11-го скликань.

## Галерея

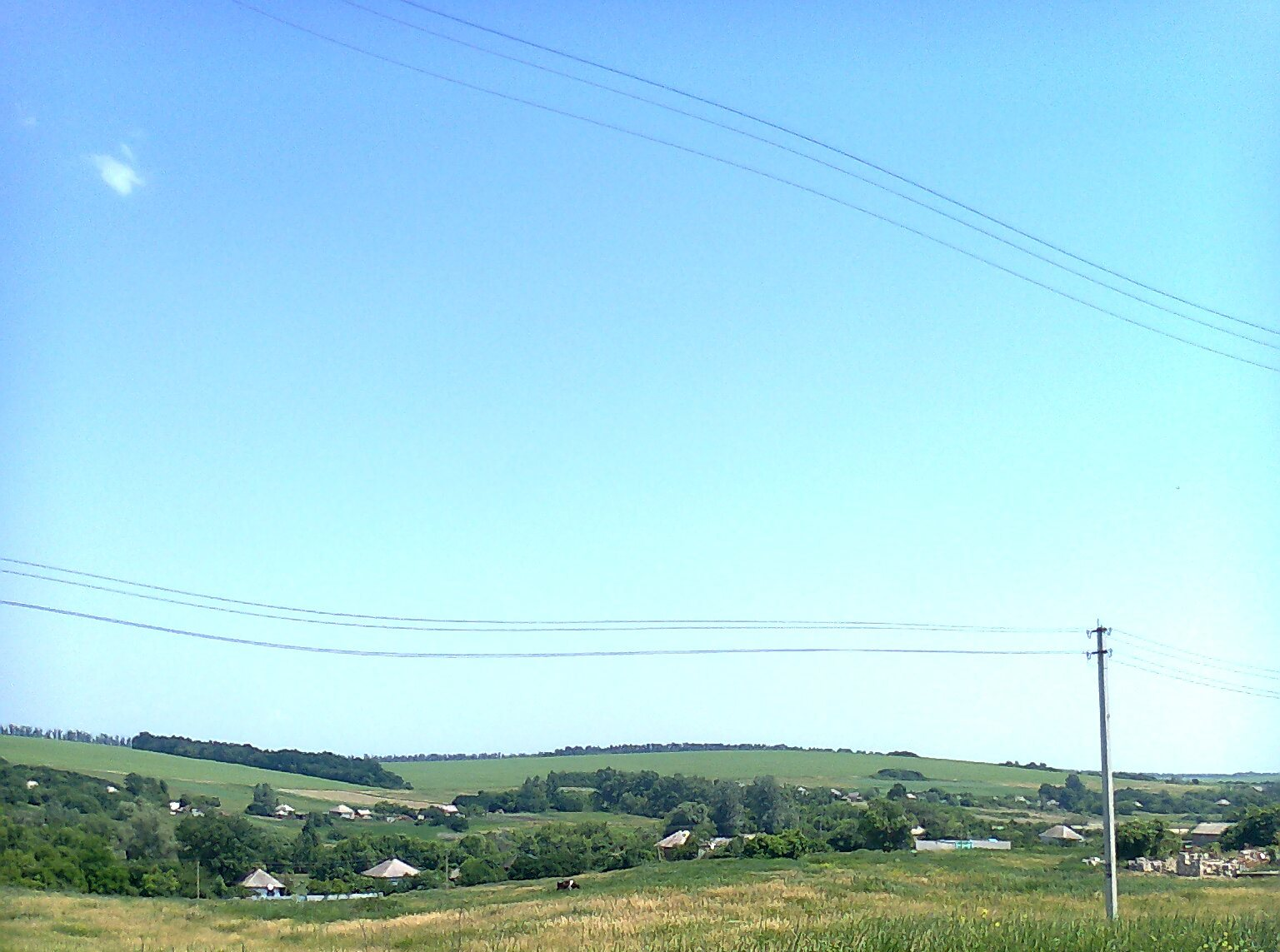
Панорама села
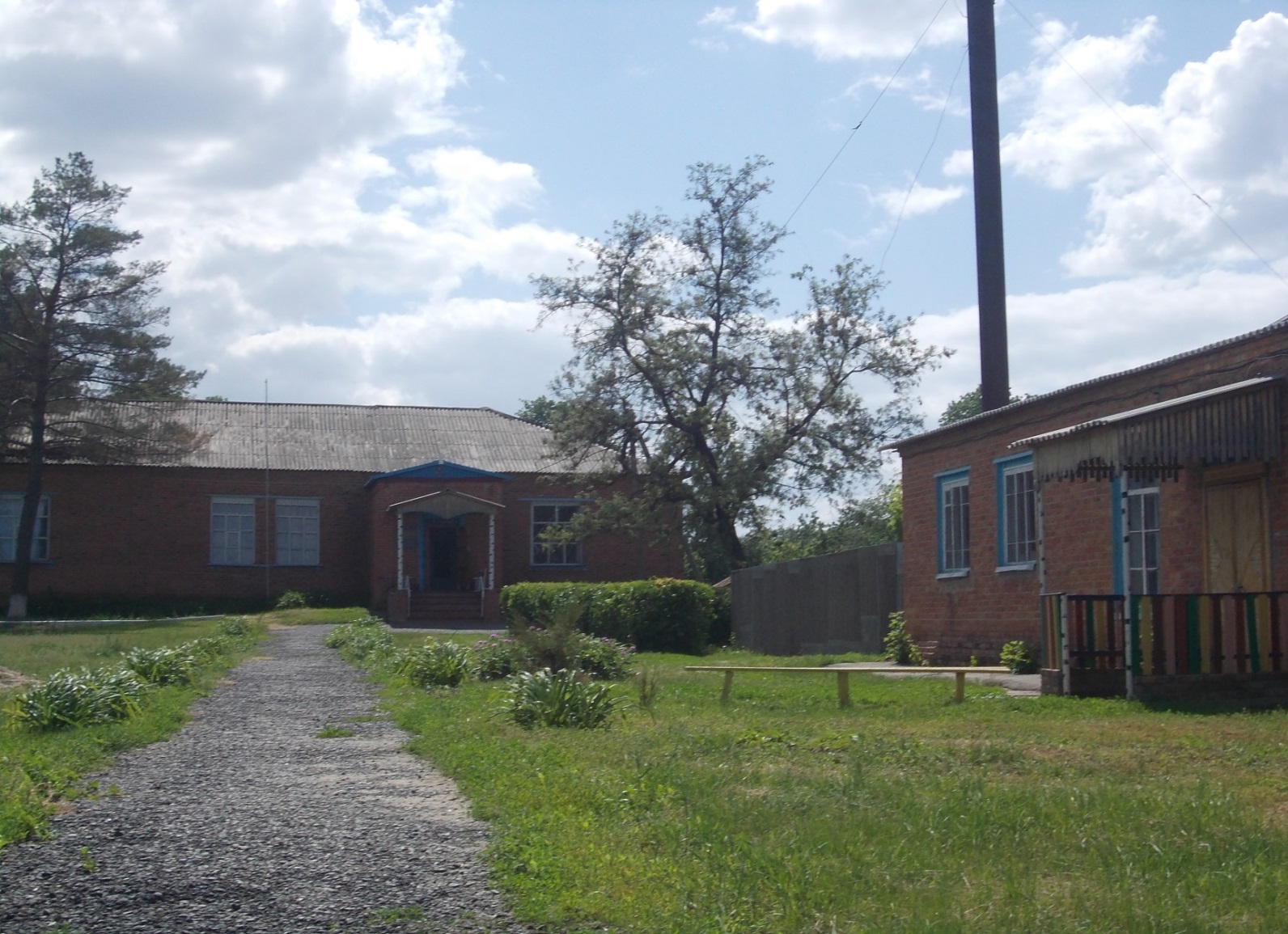
Колишня Юрченківська школа
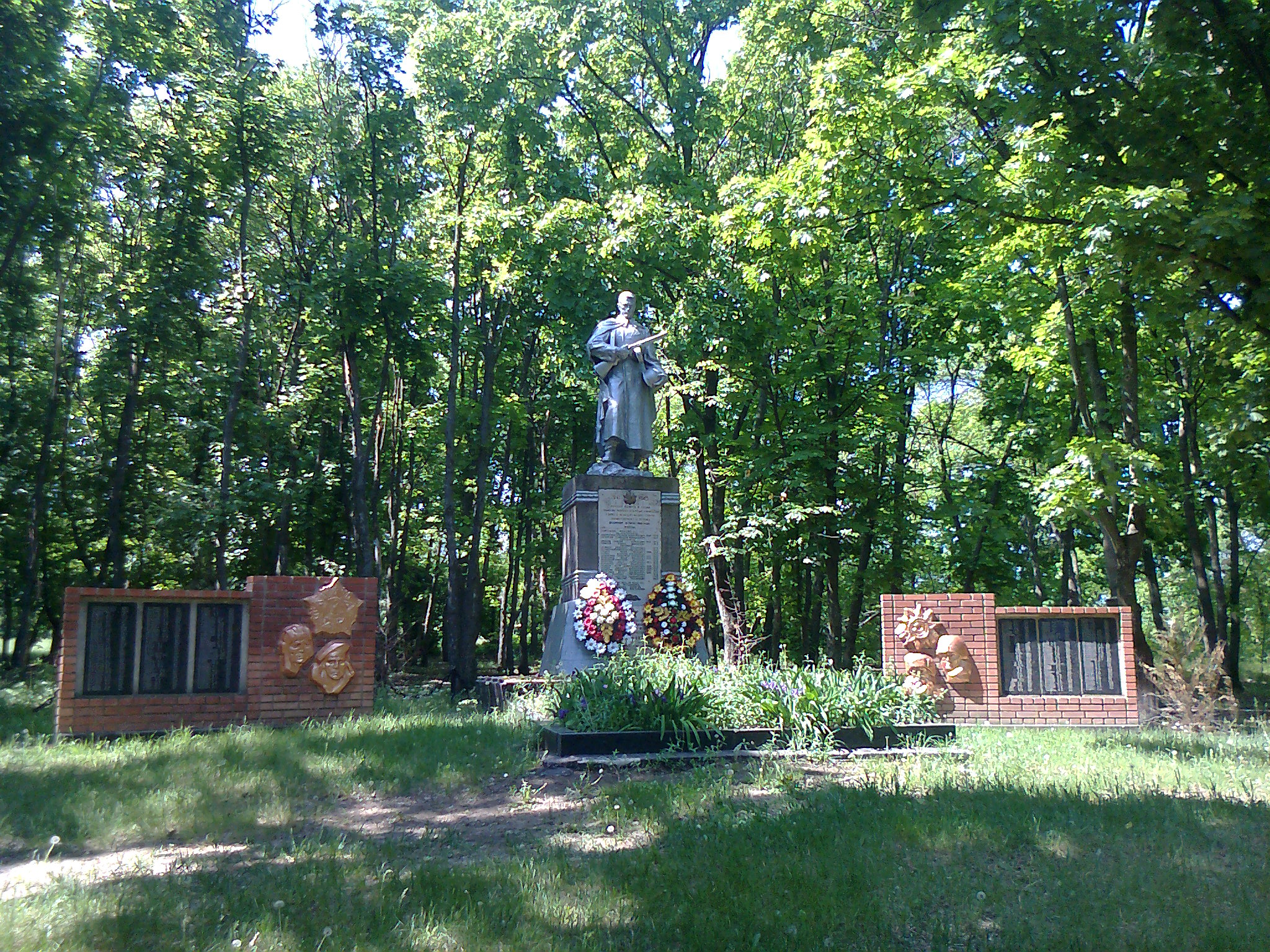
Братська могила радянських воїнів
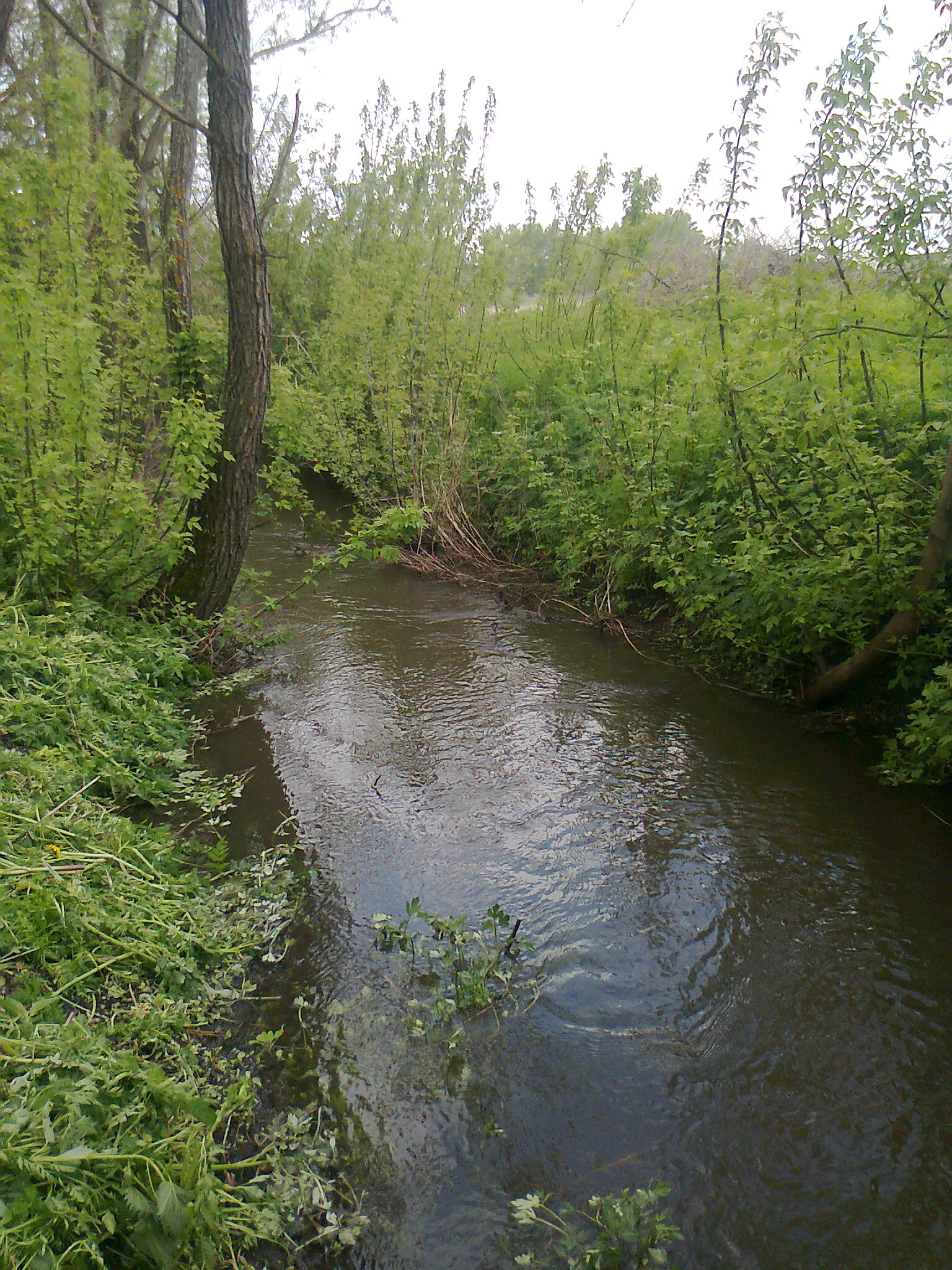
Річка Сухома